# Cuestión sobre el sábado
Una de las disputas de  Jesús con los judíos fue la llamada cuestión sobre el sábado, disputa que aprovechó Jesús para impartir sus enseñanzas acerca de la diferencia entre los preceptos de la Antigua Ley y la Nueva, que él enseñaba. Todo vino como consecuencia de que los discípulos de Jesús tuvieron hambre y cortando espigas las desgranaban y comían los granos, posiblemente de trigo, cosas que, según los fariseos estaban prohibidas puesto que el arrancar espigas lo asimilaban al trabajo de segar y desgranar las espigas al de trillar.
El pasaje viene reflejado en los evangelios de  Mateo 2; 23-28 y de  Lucas 6;1-5.

## Texto bíblico
Según  san Mateo

En aquel tiempo pasaba Jesús un sábado por entre unos sembrados; sus discípulos tuvieron hambre y comenzaron a arrancar unas espigas y a comer. Los fariseos, al verlo, le dijeron: —Mira, tus discípulos hacen lo que no es lícito hacer el sábado. Pero él les respondió: —¿No habéis leído lo que hizo David y los que le acompañaban cuando tuvieron hambre? ¿Cómo entró en la Casa de Dios y comió los panes de la proposición, que no les era lícito comer ni a él ni a los que le acompañaban, sino sólo a los sacerdotes? ¿Y no habéis leído en la Ley que, los sábados, los sacerdotes en el Templo quebrantan el descanso y no pecan? Os digo que aquí está el que es mayor que el Templo. Si hubierais entendido qué sentido tiene: Misericordia quiero y no sacrificio, no habríais condenado a los inocentes. Porque el Hijo del Hombre es señor del sábado.

Según  san Lucas

Un sábado pasaba él por entre unos sembrados, y sus discípulos arrancaban espigas, las desgranaban con las manos y se las comían. Algunos fariseos les dijeron: —¿Por qué hacéis en sábado lo que no es lícito? Y Jesús respondiéndoles dijo: —¿No habéis leído lo que hizo David, cuando tuvieron hambre él y los que le acompañaban? ¿Cómo entró en la Casa de Dios, tomó los panes de la proposición y comió y dio a los que le acompañaban, a pesar de que sólo a los sacerdotes les es lícito comerlos? Y les decía: —El Hijo del Hombre es señor del sábado.

## Interpretación de la Iglesia católica
Jesús, daba con su autoridad divina la interpretación nueva y definitiva definitiva de la Ley por lo que se vio enfrentado a ciertos fariseos que no aceptaban su doctrina aunque estuviera respaldada por los milagros. En este caso, las diferencias ocurren respecto a la interpretación del descanso sabático. Dios lo instituyó, y mandó que el pueblo judío no hiciera ciertos trabajos en sábado para poder dedicarlo más plenamente a honrar a Dios. Con el paso del tiempo los fariseos fueron complicando este precepto de tal forma que en la época de Jesús había una lista de 39 tipos de trabajos prohibidos. Jesús enseña frecuentemente que el «descanso del sábado no se quebranta por el servicio a Dios o al prójimo».
El mismo Jesús rebate la acusación de los fariseos con cuatro razones: el ejemplo de David, el de los sacerdotes, el sentido de la misericordia divina y el señorío del propio Jesús sobre el sábado. La frase de Oseas.  Aquí, Jesús parece dar por sentado que el texto tenía una relevancia especial para los interlocutores: no está tanto en polémica con los sacrificios del Templo, como con la necesidad de distinguir entre lo que es importante y lo que no es tanto. La disposición hacia la misericordia abre los ojos para ver más claramente a Dios y sus obras: «Reconoce, oh cristiano, la altísima dignidad de esta tu sabiduría, y entiende bien cuál ha de ser tu conducta y cuáles los premios que se te prometen. La misericordia quiere que seas misericordioso, la justicia desea que seas justo, pues el Creador quiere verse reflejado en su criatura, y Dios quiere ver reproducida su imagen en el espejo del corazón humano, mediante la imitación que tú realizas de las obras divinas. No quedará frustrada la fe de los que así obran, tus deseos llegarán a ser realidad, y gozarás eternamente de aquello que es el objeto de tu amor» (S. León Magno, Sermones 95,7).
En estas dos controversias sobre el sábado Jesús manifiesta su autoridad y su poder divinos, y enseña el verdadero sentido del descanso sabático. Su actitud contrasta con la ofuscación de escribas y fariseos: «¡Oh fariseo!, ves al que hace cosas prodigiosas y cura a los enfermos en virtud de un poder superior y tú proyectas su muerte por envidia». El episodio es también enseñanza para nosotros, para que nuestra pequeñez no ponga nunca en duda la grandeza del Señor: «La mano seca se volvió sana, mientras que la aridez mental de los judíos permaneció igual. Porque al salir, como dice la lectura, deliberaban qué hacer con Jesús. ¿Deliberas tú también sobre lo que tienes que hacer? Adórale como Dios, da culto al autor de los milagros, adora al Hombre que está por encima de los hombres» 